# 埃弗格林鎮區 (密歇根州蒙卡爾姆縣)
埃弗格林鎮區（英語：Evergreen Township）是位於美國密歇根州蒙卡爾姆縣的一個行政鎮區。

## 地方資料
埃弗格林鎮區的面積為91.50平方千米，當中陸地面積為89.70平方千米，而水域面積為1.80平方千米。根據2020年美國人口普查的數據，當地共有人口2941人，而人口密度為每平方千米32.14人。